# Clasificación para la Eurocopa de fútbol sala de 2012
La Ronda de Clasificación para el Campeonato Europeo de Fútbol Sala de la UEFA de 2012 tuvo lugar entre el 24 y el 27 de febrero de 2011. Los países anfitriones fueron Azerbaiyán, Eslovenia, Países Bajos, Polonia, Rumanía y Ucrania.

## Equipos participantes
43 equipos de las 53 federaciones miembros de la UEFA se inscribieron para participar en el torneo. De ellos, 12 se clasificaron para participar en la Fase Final. Las clasificatorias para la Eurocopa se realizaron entre el 20 de enero y el 27 de febrero de 2011. 
La selección de España que defendía el título también tuvo que tomar parte en el proceso de clasificación. La selección de Croacia como representante del país anfitrión quedó clasificada directamente para la Fase Final.
En la Ronda de Clasificación los 24 equipos se distribuyeron en 6 grupos de 4 equipos y de ellos los vencedores de cada grupo y los cinco mejores clasificados pasaron a jugar la Fase Final.   La Ronda de Clasificación se disputó entre el 24 y el 27 de febrero de 2011.
Finalmente, los países participantes en la Ronda de Clasificación fueron:
| Grupo 1    | Grupo 2   | Grupo 3          | Grupo 4         | Grupo 5 | Grupo 6              |
| Azerbaiyán | Finlandia | ARY de Macedonia | Eslovaquia      | Bélgica | Bosnia y Herzegovina |
| España     | Holanda   | Bielorrusia      | Noruega         | Hungría | Eslovenia            |
| Francia    | Rusia     | Polonia          | República Checa | Turquía | Italia               |
| Kazajistán | Serbia    | Portugal         | Rumanía         | Ucrania | Letonia              |
| ---------- | --------- | ---------------- | --------------- | ------- | -------------------- |

## Organización

### Sedes
El torneo se disputó en las ciudades de:
| Grupo | País         | Pabellón                         | Ciudad        |
| ----- | ------------ | -------------------------------- | ------------- |
| 1     | Azerbaiyán   | İdman Sarayı                     | Bakú          |
| 2     | Países Bajos | Topsportcentrum                  | Rótterdam     |
| 3     | Polonia      | Hala Widowiskowo-Sportowa Bbosir | Bielsko Biala |
| 4     | Rumania      | CS CITY'US Tirgu-Mures           | Tirgu-mures   |
| 5     | Ucrania      | Palace of Sport "Lokomotiv"      | Járkov        |
| 6     | Eslovenia    | Tri Lilije                       | Lasko         |

## Resultados

### Ronda de Clasificación
(24 de febrero - 27 de febrero)